# جزيرة المخيم الصيفي
جزيرة المخيم الصيفي (بالإنجليزية Summer Camp
Island) هو مسلسل رسوم متحركة تلفزيوني أمريكي من إنتاج قناة كرتون نتورك وإخراج جوليا بوت التي كانت الرسامة والكاتبة على وقت المغامرة من قبل، كما أنها صنعت برنماج إم تي في Liquid Television Online شورت بطاقة عيد الحب، تم الإعلان عن المسلسل لأول مرة في شهر يناير عام 2017 وفي وقت لاحق تم تسويقه في جميع أنحاء مهرجانات مختلفة بما في ذالك مهرجان صاندانس السينمائي.

## الأصوات العربية
ميرنا الحسيني- أوسكار
ألين سعادة - باجاماس,هيدجهوغ (الصوت الثاني)
سيلينا شويري - هيدجهوغ ( الصوت الاول)
زينة ضاهر - سوزي
سهير نصر الدين - والدة سوزي
ابراهيم ماضي - باباووبا (والد سوزي)
محمد كعكاتي
رالين داغر - لوسي (الصوت الاول)
 ندى نصر - هيدجهوغ (الصوت الثالث)
ليلى شماس - ميلدريد
رنا الرفاعي - بيتسي (الصوت الثاني)

## وصلات خارجية
- جزيرة المخيم الصيفي على موقع IMDb (الإنجليزية)
- جزيرة المخيم الصيفي على موقع روتن توميتوز (الإنجليزية)
- جزيرة المخيم الصيفي على موقع كينوبويسك (الروسية)
- جزيرة المخيم الصيفي على موقع ألو سيني (الفرنسية)
- جزيرة المخيم الصيفي على موقع قاعدة بيانات الفيلم (الإنجليزية)